# برنامه‌سازی منطقی استنتاجی

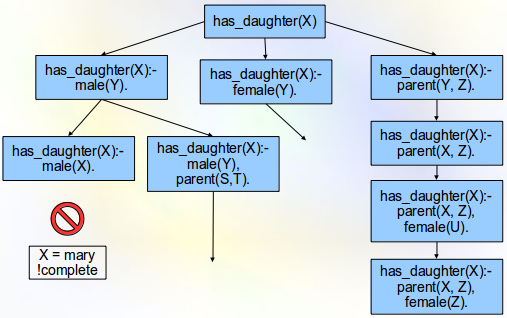
نمونه خانواده مقاله برنامه نویسی منطق استقرایی.درخت فرضیه‌ها پس از پالایش

برنامه‌سازی منطقی استنتاجی (به انگلیسی: Inductive logic programming) با کوته‌نوشت ILP زیرشاخه‌ای از هوش مصنوعی نمادین است که از برنامه‌نویسی منطقی به عنوان نمایش یکسان برای «مثال‌ها»، «دانش زیربنایی»، و «فرضیه‌ها» استفاده می‌کند. اگر به ما یک رمزگذاری از دانش زیربنایی شناخته‌شده، و نیز مجموعه‌ای از مثال‌ها که به صورت پایگاه داده منطقی حقایق نمایش داده شده‌است، داده شود، آنوقت یک سامانه ILP یک برنامه منطقی فرضیه‌دار را پیامد منطقی می‌دهد که برای آن سامانه، همه مثال‌های مثبت را پیامد داده و نیز هیچ‌کدام از مثال‌های منفی را پیامد نداده است.
طرح‌واره: مثال‌های مثبت + مثال‌های منفی + دانش زمینه‌ای => فرضیه‌ها
برنامه‌سازی منطقی استنتاجی مخصوصاً در زمینه بیوانفورماتیک و پردازش زبان‌های طبیعی مفید است. گوردون پلوتکین و ایهود شاپیرو، اساس نظری اولیه برای یادگیری ماشین استنتاجی در وضعیت منطقی را ایجاد کردند. شاپیرو پیاده‌سازی اولیه‌اش را در سال ۱۹۸۱ ساخت (که «سامانه استنتاج مدل» نام داشت): یک برنامه پرولوگ که به صورت استنتاجی برنامه‌های منطقی را از مثال‌های مثبت و منفی استنتاج می‌کرد. اصطلاح «برنامه‌سازی منطقی استنتاجی» اولین بار در یک مقاله از استیون ماگلتون در سال ۱۹۹۱ معرفی شد. ماگلتون همچنین یک کنفرانس بین‌المللی سالانه دربارهٔ برنامه‌سازی منطقی استنتاجی را بنیان نهاد و همچنین ایده‌های نظری دربارهٔ «اختراع گزاره»، «تفکیک‌پذیری معکوس»، و «پیامد منطقی معکوس» را معرفی کرد. اولین پیاده‌سازی پیامد منطقی معکوس در سامانه پروگول (PROGOL) بود. اصطلاح «استنتاجی» در اینجا به استقرای فلسفی (یعنی پیشنهاد یک نظریه برای شرح واقعیت‌های مشاهده شده) و نه استقرای ریاضی (یعنی اثبات یک ویژگی برای همه اعضای یک مجموعه خوش-ترتیب) اشاره دارد.